# Saori Sakoda
Saori Sakoda (迫田さおり Sakoda Saori, nascida em 18 de dezembro de 1987) é um jogadora de voleibol japonesa do time Toray Arrows, jogando também pela seleção nacional de seu país.
Com 1,75 m de altura, Sakoda é capaz de atingir 3,05 m no ataque e 2,79 m quando bloqueia.

## Carreira
Sakoda representou a Seleção Japonesa de Voleibol Feminino nos Jogos Olímpicos de Verão no Rio de Janeiro, que foi quinta colocada.

## Títulos

### Individuais
- Campeonato Asiáticos de Clubes 2008 - "Maior Pontuadora"
- V.League (Japão) 2010-  "Best 6", "Melhor saque"
- Campeonato Kurowashiki Nacional de Voleibol 2010 - "Best 6"
- Copa dos Campeões de Voleibol Feminino 2013 - Melhor Oposto
- V.Premier League 2013-14 - "Best 6", "Maior Pontuadora"

### Clubes
- Domestic Sports Festival (Voleibololeibol) 2007-  Campeão com Toray Arrows
- Copa da Imperatriz 2007-2008 -  Campeão com Toray Arrows
- V.Premier League 2007-2008 -  Campeão com Toray Arrows
- Domestic Sports Festival (Voleibol) 2008 -  Vice-campeão com Toray Arrows
- Campeonato Asiático de Clubes 2008 - Medalha de Bronze com Toray Arrows
- V.Premier League 2008-2009 -  Campeão com Toray Arrows
- Campeonato Kurowashiki Nacional de Voleibol 2009 -  Campeão com Toray Arrows
- V.Premier League 2009-2010 -  Campeão com Toray Arrows.
- Campeonato Kurowashiki Nacional de Voleibol 2010 -  Campeão com Toray Arrows
- Copa da Imperatriz 2010-2011 -  Vice-campeão com Toray Arrows
- V.Premier League 2010-2011 -  Vice-campeão com Toray Arrows
- Copa da Imperatriz 2011-2012 - Campeão com Toray Arrows
- V.Premier League 2011-2012 -  Campeão com Toray Arrows.

### Seleção
- Campeonato Mundial 2010 -  Medalha de Bronze
- Montreux Volley Masters 2011-  Campeão
- Campeonato Asiático 2011 -  Medalha de Prata
- Olimpíada 2012 - Medalha de Bronze
- Copa dos Campeões de Voleibol Feminino 2013 -  Medalha de Bronze